# Tō-ji
Le Tō-ji (東寺, « temple de l'Est ») est un temple bouddhiste japonais de tradition Shingon situé à Kyōto. Son nom officiel est « Kyō-ō-gokoku-ji (教王護国寺) » mais il est plus connu sous le nom de « Tō-ji ».

## Histoire
Le temple est célèbre pour sa pagode à cinq niveaux (goju no tō) construite en 796 par décret impérial de l’empereur Saga (嵯峨天皇) pour protéger la ville. Elle mesure 57 mètres de haut, ce qui en fait la plus grande tour en bois du Japon. Sa reconstruction fut commandée par le shogun Iemitsu Tokugawa, et date donc de l'ère d'Edo (1643).
La salle principale (kondō) a été également érigée en 796, et détruite lors d'un incendie en 1486. C'est Hideyori Toyotomi qui en décide la reconstruction en 1603. Cette salle abrite les statues du bouddha de la guérison, Yakushi-nyorai, et de ses serviteurs, les bosatsu Nikkō et Gakkō.
En 818, l’empereur Saga offrit la direction du temple au célèbre prêtre Kōbō Daishi (弘法大師), également connu sous le nom de Kūkai (空海).
Le shogun Ashikaga Yoshihisa, mort à 23 ans le 26 avril 1489, est enterré à Tō-ji.
Depuis décembre 1994, le temple est inscrit par l'UNESCO au patrimoine mondial de l'humanité.

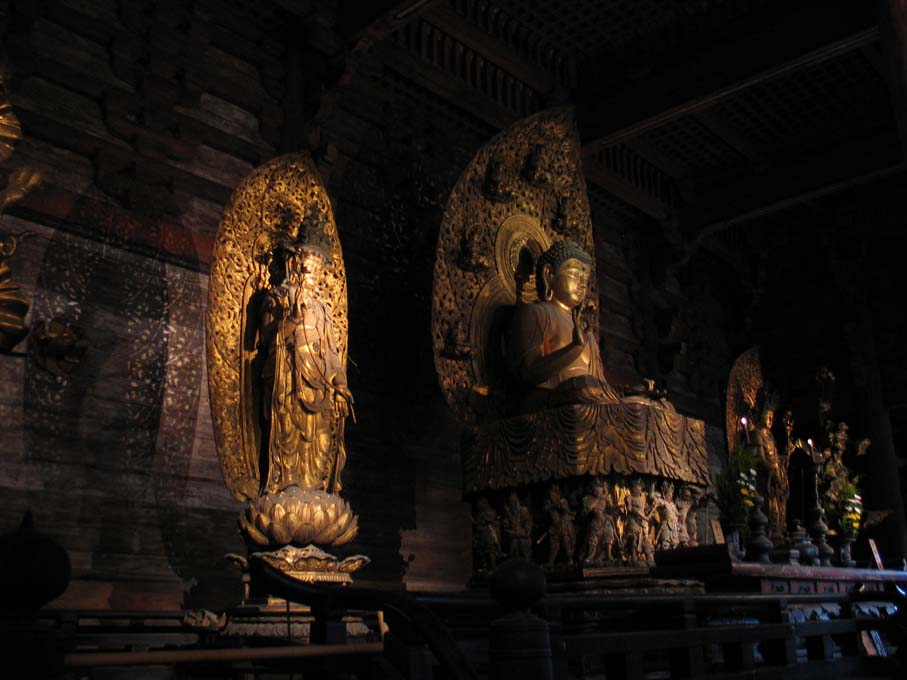
Statue de Nikkō dans le kondō.
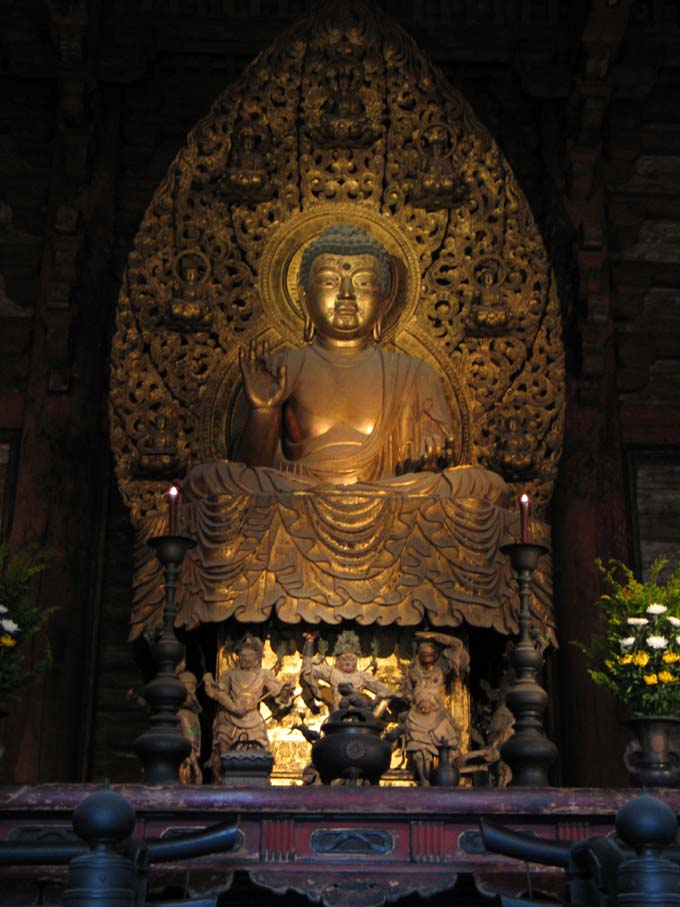
Statue de Yakushi-nyorai dans le kondō.
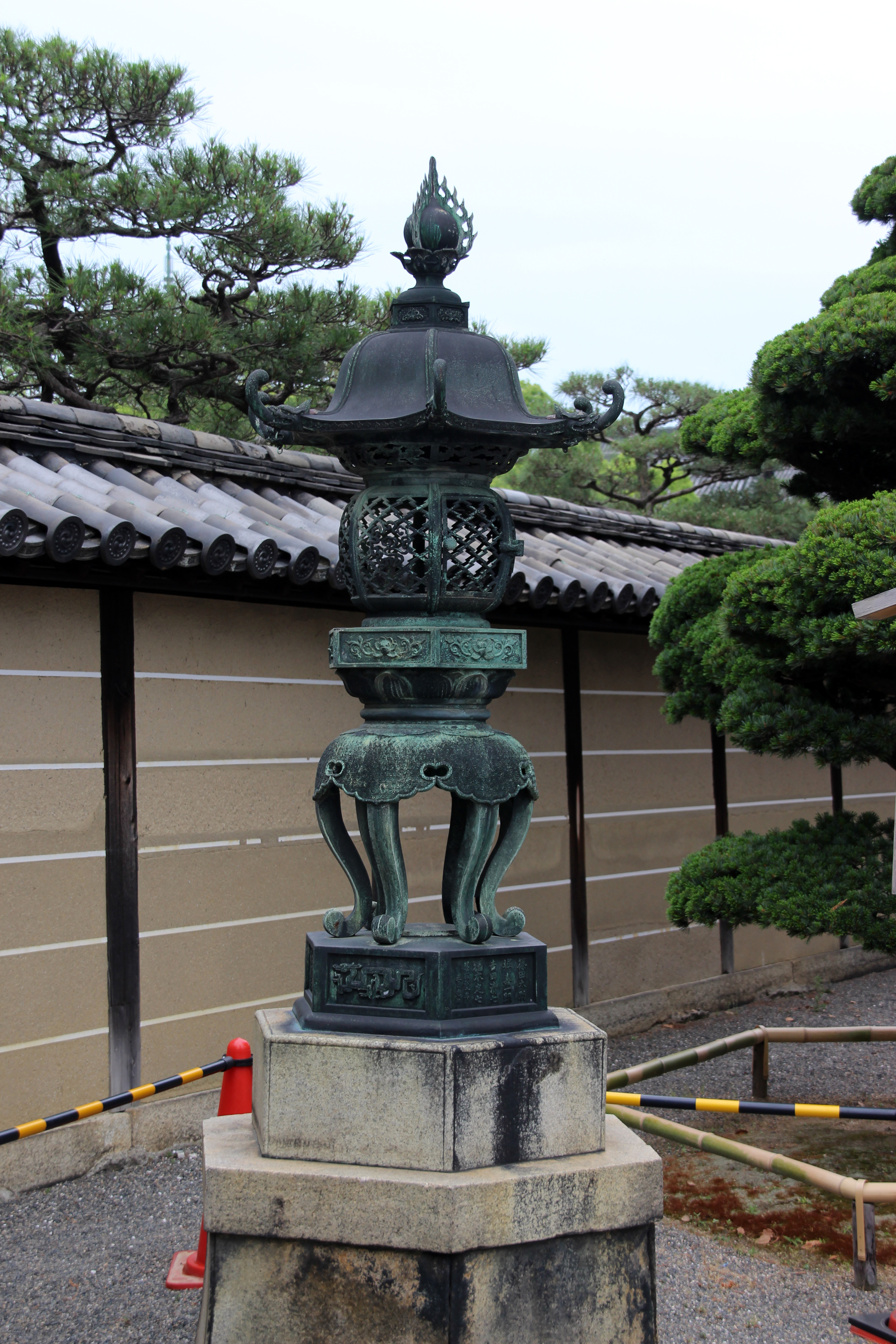
Lanterne en bronze sur pied
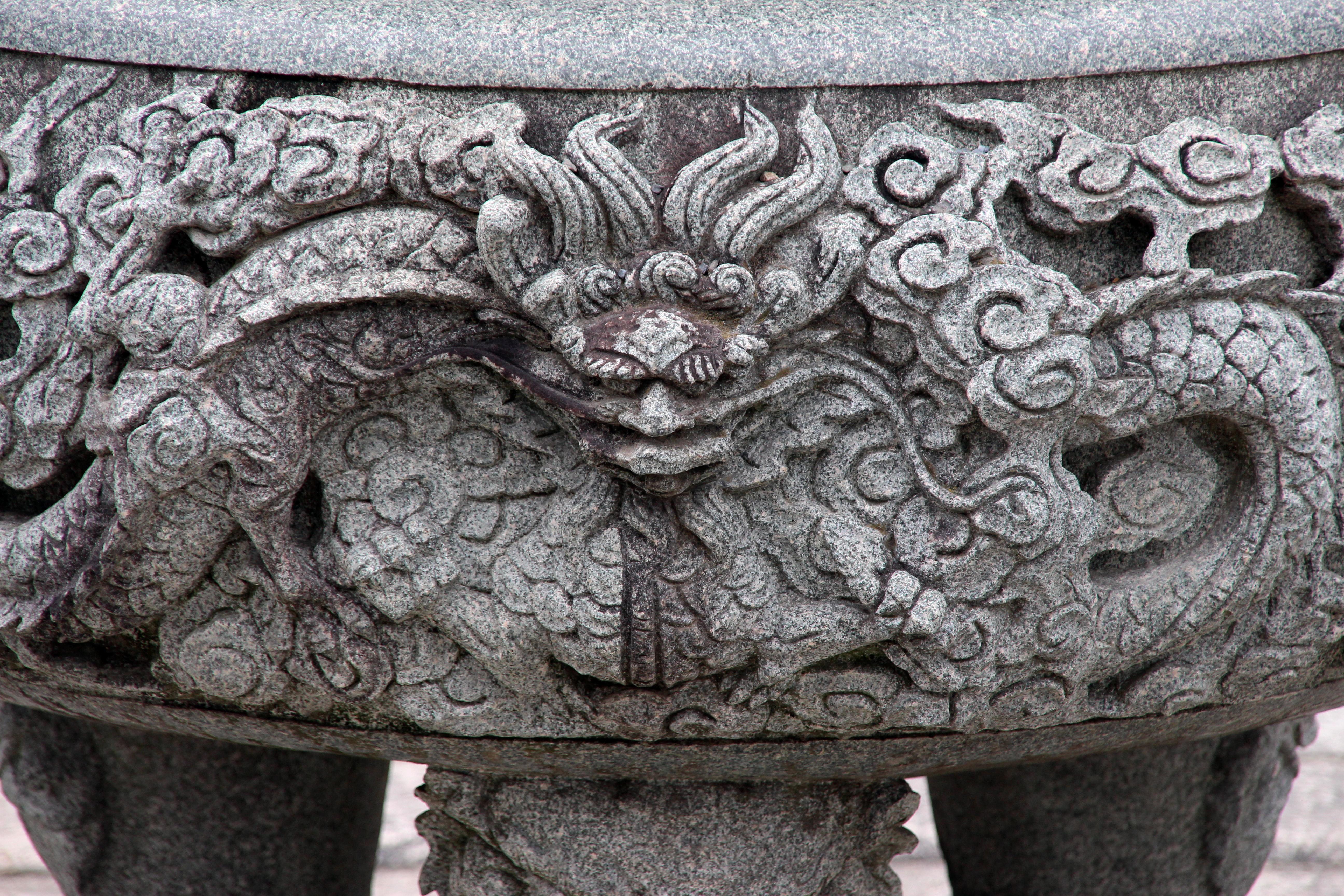
Détail du décor de l'encensoir
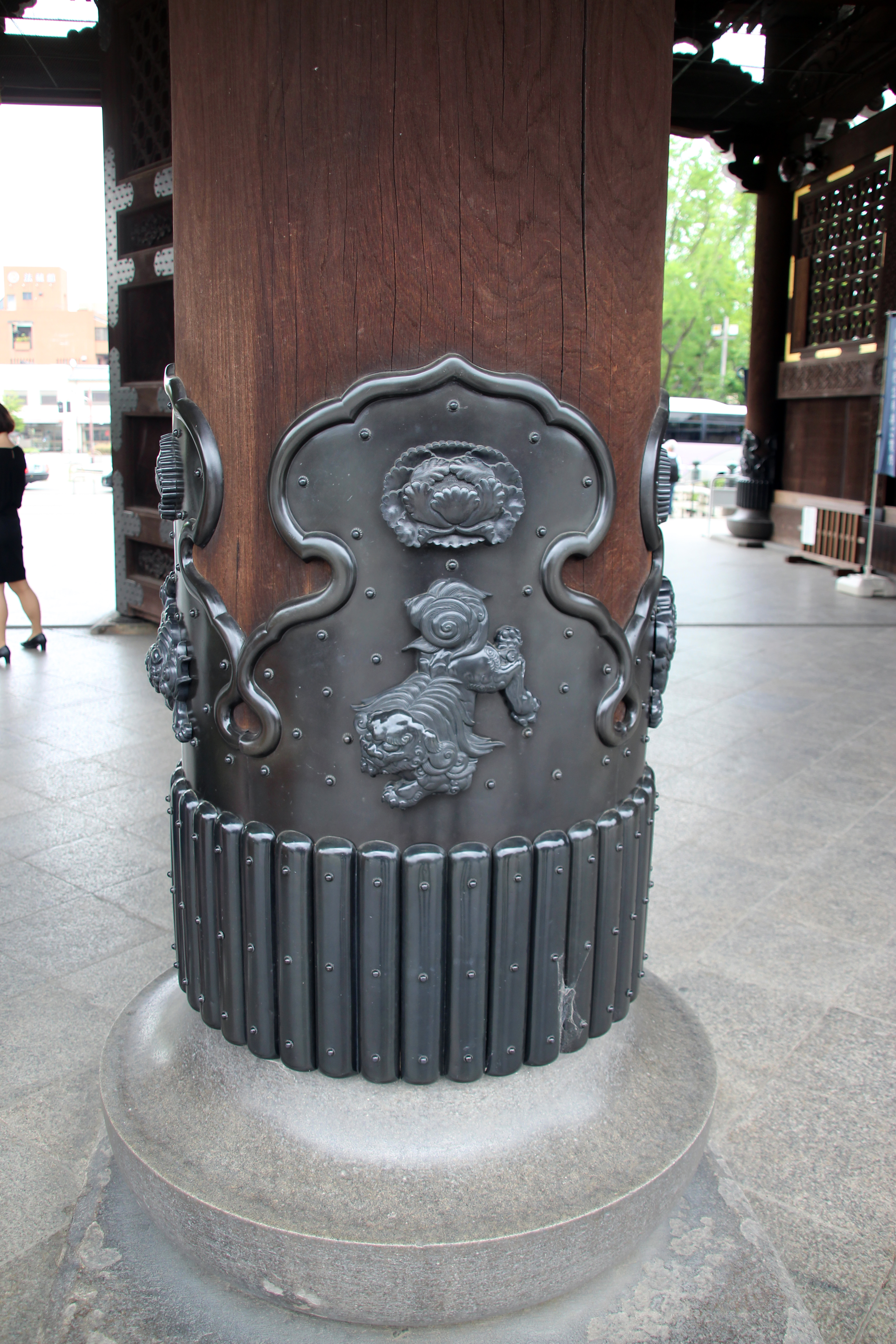
Piétement de pilier ouvragé
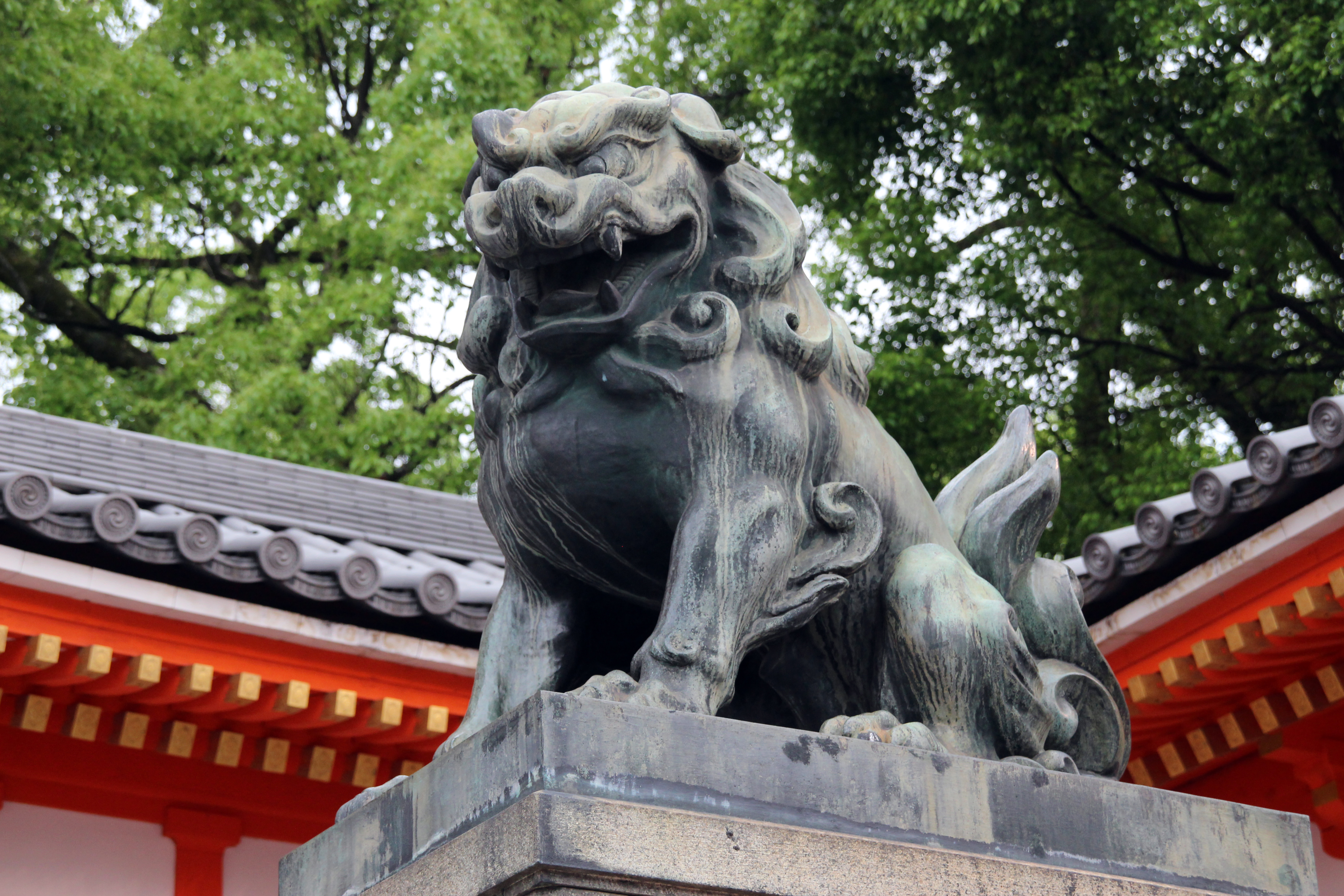
Gardien komainu